# Ballet Ireland
Ballet Ireland är ett irländskt balettkompani, grundat 1998 av Günther Falusy och Anne Maher. Kompaniet har en bred repertoar och har finansierats av Arts Council of Ireland sedan 1999. Sedan 2013 är Irlands president Michael D. Higgins kompaniets officiella beskyddare.

## Historia
Balett på Irland har under åren organiserats på olika sätt; Ballet Irelands närmaste föregångare var Irish National Ballet som var verksam från 1973 under ledning av Joan Denise Moriarty men lades ned 1989 som följd av besparingar. Vid denna tid var det oklart om klassisk balett skulle kunna fortsätta bedrivas på Irland. År 1998 grundades Ballet Ireland i Dublin av koreografen och dansaren Günther Falusy (1946–2017) och dansaren Anne Maher, för att åter starta upp balettverksamheten i huvudstaden. Den första föreställningen sattes upp på Gaiety Theatre i Dublin.  Arts Council of Ireland gav omfattande ekonomiskt stöd från 1999 till 2003 som lade grunden för att etablera det nya kompaniet.
Finansieringen har sedan dess fortsatt vilket har möjliggjort årliga föreställningar och turnéer på Irland och även till viss del i Storbritannien.
Kompaniet är även inblandat i utbildningsprogram som professionella workshops och sommarskolor. År 2013 blev Irlands president  Michael D. Higgins, som tidigare var landets kulturminister, kompaniets officiella beskyddare.

## Föreställningar
Ballet Ireland var från början främst inriktad på att framföra den konventionella repertoaren med kända baletter som Nötknäpparen, Svansjön och Törnrosa. Efter att framgångsrikt ha etablerat sig i huvudstaden kom man även att ta föreställningar på turné på Irland, exempelvis 2017 års produktion av Giselle, som framfördes på Edinburgh Festival Fringe 2018. The Guardian kallade uppsättningen "delvis mordgåta, delvis klassiskt romantisk balett" Kompaniet har också med tiden utökat sin repertoar till att även omfatta samtida dans och nytolkningar av klassiska verk.
Kompaniet samarbetade med Irish Chamber Orchestra i en produktion av Rodion Shchedrins Carmensvit 2014 och med RTÉ Concert Orchestra i flera produktioner.